# Complexe cérémonial de chant Navajo
 (janvier 2024).
La mise en forme du texte ne suit pas les recommandations de Wikipédia : il faut le « wikifier ».
Les points d'amélioration suivants sont les cas les plus fréquents. Le détail des points à revoir est peut-être précisé sur la page de discussion.
- Les titres sont pré-formatés par le logiciel. Ils ne sont ni en capitales, ni en gras.
- Le texte ne doit pas être écrit en capitales (les noms de famille non plus), ni en gras, ni en italique, ni en « petit »…
- Le gras n'est utilisé que pour surligner le titre de l'article dans l'introduction, une seule fois.
- L'italique est rarement utilisé : mots en langue étrangère, titres d'œuvres, noms de bateaux, etc.
- Les citations ne sont pas en italique mais en corps de texte normal. Elles sont entourées par des guillemets français : « et ».
- Les listes à puces sont à éviter, des paragraphes rédigés étant largement préférés. Les tableaux sont à réserver à la présentation de données structurées (résultats, etc.).
- Les appels de note de bas de page (petits chiffres en exposant, introduits par l'outil «  Source ») sont à placer entre la fin de phrase et le point final[comme ça].
- Les liens internes (vers d'autres articles de Wikipédia) sont à choisir avec parcimonie. Créez des liens vers des articles approfondissant le sujet. Les termes génériques sans rapport avec le sujet sont à éviter, ainsi que les répétitions de liens vers un même terme.
- Les liens externes sont à placer uniquement dans une section « Liens externes », à la fin de l'article. Ces liens sont à choisir avec parcimonie suivant les règles définies. Si un lien sert de source à l'article, son insertion dans le texte est à faire par les notes de bas de page.
- La présentation des références doit suivre les conventions bibliographiques. Il est recommandé d'utiliser les modèles {{Ouvrage}}, {{Chapitre}}, {{Article}}, {{Lien web}} et/ou {{Bibliographie}}. Le mode d'édition visuel peut mettre en forme automatiquement les références.
- Insérer une infobox (cadre d'informations à droite) n'est pas obligatoire pour parachever la mise en page.

Pour une aide détaillée, merci de consulter Aide:Wikification.
Si vous pensez que ces points ont été résolus, vous pouvez retirer ce bandeau et améliorer la mise en forme d'un autre article.
 (avril 2024).
Le complexe cérémonial du chant Navajo est une pratique spirituelle utilisée par certains peuples cérémoniaux Navajo pour restaurer et maintenir l'équilibre et l'harmonie dans la vie des gens. Une moitié du complexe cérémonial est la Voie de la Bénédiction, tandis que l'autre moitié est la Voie de l'Ennemi ( Anaʼí Ndááʼ ).

## La voie de la bénédiction
Les rites et prières de la Voie de Bénédiction concernent la guérison, la création, l’harmonie et la paix. Les cycles de chansons racontent l'histoire élaborée de la création Navajo ( Diné Bahaneʼ ).
L'un des rites les plus importants de la Voie de Bénédiction est la cérémonie Kinaaldá, au cours de laquelle une jeune fille fait la transition vers la féminité dès ses premières règles. Au cours de la cérémonie, la jeune fille joue le rôle de la femme changeante ( Asdzą́ą́ Nádleehé</link> ), la puissante femme spirituelle responsable de la fertilité entrant dans le monde. La cérémonie Kinaaldá comprend la démonstration d'endurance de la jeune fille en courant rituellement, chaque aube pendant plusieurs jours, ainsi qu'un rituel de coiffure et la cuisson d'une grande galette de maïs,.

### Aperçu de la cérémonie de Kinaaldá
Le peuple Navajo considère les premières règles d'une jeune fille comme un moment de joie et de bonheur. C'est aussi le début de la vie de femme. Il est impératif que cette cérémonie se déroule correctement car elle donne le ton pour le reste de sa vie. Il est également important que la cérémonie implique la famille et la communauté. Le but de la cérémonie Kinaaldá est de garantir que l'enfant en transition vers la féminité sera prête à assumer les rôles sociaux et les attentes d'une femme Navajo, non seulement en termes de force et d'endurance, mais aussi avec des tendances généreuses et bienveillantes. Cette cérémonie dure quatre nuits et cinq jours et se déroule le plus près possible du moment où un enfant connaît ses premières règles. Au cours de cette cérémonie, l'initié aura un mentor féminin adulte, connu sous le nom de Femme Idéale, qui est un excellent exemple de quelqu'un qui suit les cérémonies Navajo et ressemble également aux caractéristiques de la Femme Changeante. Cette cérémonie comporte cinq étapes : la transformation en Femme qui change, la course, le lavage des cheveux, la peinture et la confection de la galette de maïs.

#### Se transformer en femme changeante
Changing Woman est une divinité Navajo qui incarne tous les idéaux d'une femme Navajo. La jeune fille participant à la cérémonie est façonnée par son mentor, la Femme Idéale, qui est choisie par la famille et représente les qualités de la Femme Changeante et de la femme Navajo idéale. La femme idéale façonne l’initiée afin qu’elle puisse représenter la Femme Changeante et toutes ses qualités idéales. Lors de la cérémonie Kinaaldá, on pense que le corps de l'initié est aussi doux qu'il l'était à la naissance, il peut donc être facilement manipulé et modelé. L'enfant est allongé sur une couverture ou une peau de mouton pendant que son parrain masse son corps, le modelant pour qu'il puisse posséder non seulement les qualités physiques de la Femme qui change, mais aussi ses qualités psychologiques,. Ceci est important car la Femme Changeante est considérée comme la mère suprême qui possède des caractéristiques idéales telles que la gentillesse et la bienveillance, ainsi que des caractéristiques physiques idéales telles qu'une bonne posture, la force et la beauté physique,.

#### Course
L'initiée doit courir deux à trois fois par jour pour chaque jour de cérémonie afin de la préparer à une vie difficile et de la rendre plus forte. Elle doit effectuer ces courses quotidiennes vers l'est à l'aube, à midi et au coucher du soleil. Le but des courses est de la rendre plus puissante, plus énergique et plus assidue, et de contribuer à améliorer sa durée de vie. Les courses ardues visent également à préparer l’initié aux difficultés de la vie.

#### Lavage des cheveux
Au cours de cette partie de la cérémonie, les cheveux de la jeune fille sont lavés avec une plante de yucca et un panier de cérémonie Navajo. Les bijoux de l'initié sont également lavés au cours de ce processus. Le lavage des cheveux et celui des bijoux constituent des procédures de purification. Sa mère reçoit l'eau de rinçage à déverser à proximité de chez elle afin que l'initiée soit toujours connectée à son lieu d'origine.

#### La peinture sur visage
L'initiée est peinte avec de l'argile blanche ou des cendres de l'écorce d'un tremble par Ideal Woman afin que sa taille puisse être augmentée et qu'elle puisse avoir des signes minimes de vieillissement,. Ses joues et son front sont peints dans l'espoir d'avoir une peau lisse et sans rides. Les membres environnants participant à la cérémonie peuvent également être peints pour leur apporter des bénédictions.

#### Réalisation de la galette de maïs
L'une des tâches les plus importantes de la cérémonie Kinaaldá est la préparation de la galette de maïs, qui représente la femme changeante, la fertilité et la vie. Le maïs est moulu pour préparer la cuisson du gâteau de maïs qui est cuit au cours de la quatrième nuit de la cérémonie,. Ce gâteau est considéré comme une offrande au soleil, et quatre pincées du gâteau sont enterrées en offrande à la terre. Broyer le maïs et mélanger la galette de maïs symbolisent l'endurance, la motivation et les effets positifs potentiels de la fille,. Même si l'initiée elle-même n'est pas autorisée à manger le gâteau car il représente sa fertilité, elle le sert aux personnes présentes à la cérémonie en guise de remerciement et de générosité.

## La voie ennemie
La voie ennemie ( Anaʼí Ndááʼ</link> ) est une cérémonie traditionnelle destinée à contrer les effets néfastes des fantômes ( chʼį́įdii</link> ), et a été réalisée pour le personnel militaire de retour. Plus généralement, « l’intention formelle de l’Enemy Way est de déposer le fantôme d’un étranger : celui d’un homme blanc ou de quelque autre non-Navaho tel qu’un Européen, un Asiatique, ou un membre d’une autre tribu indienne ». Une forme de traitement appelée noircissement ou rite de noircissement est effectuée pour déterminer si la cérémonie de la Voie Enemy réussira à traiter le patient. À la suite du noircissement, le patient incarne le Monster Slayer. La cérémonie Enemy Way est effectuée si le patient montre une amélioration après le noircissement.
La cérémonie Enemy Way implique des chants, de la peinture sur sable, de la danse et la puissante figure mythique Monster Slayer. La cérémonie dure plusieurs jours et comprend la représentation d'une bataille.
Associée à la Voie Ennemie, il y a une danse de filles, à laquelle les jeunes hommes sont invités par des jeunes femmes en âge de se marier. Cela dérive d'un aspect du mythe Monster Slayer, dans lequel deux filles captives sont libérées.

## Voir également
- Jeff King (Navajo)